# Platyverticula eucteana
Platyverticula eucteana är en insektsart som beskrevs av Nicholas David Jago 1983. Platyverticula eucteana ingår i släktet Platyverticula och familjen gräshoppor. Inga underarter finns listade i Catalogue of Life.